# Gare de Saint-Victor
Ne doit pas être confondu avec Gare de Saint-Victor - Thizy ou Gare de La Chaussée-Saint-Victor.
La gare de Saint-Victor (dite aussi « Saint-Victor-l'Abbaye ») est une gare ferroviaire française de la ligne de Malaunay - Le Houlme à Dieppe, située sur le territoire la commune de Saint-Maclou-de-Folleville à proximité de Saint-Victor-l'Abbaye dans le département de la Seine-Maritime en région Normandie.
Elle est mise en service en 1848 par la Compagnie anonyme des chemins de fer de Dieppe et de Fécamp.
C'est devenu une halte de la Société nationale des chemins de fer français desservie par des trains TER.

## Situation ferroviaire
Établie à 117 mètres d'altitude la gare de Saint-Victor est située au point kilométrique (PK) 170,157 de la ligne de Malaunay - Le Houlme à Dieppe (section à voie unique), entre les gares de Clères et d'Auffay.

## Histoire
La station de Saint-Victor est mise en service le 1er août 1848 par la Compagnie anonyme des chemins de fer de Dieppe et de Fécamp, lorsqu'elle ouvre à l'exploitation les 51 km de sa ligne de Malaunay à Dieppe.
En 2015, SNCF estime la fréquentation annuelle à 17 441 voyageurs.
En 2016, bien que la halte soit toujours nommée « Saint-Victor » sur le réseau, les plaques de quais et celle sur le fronton du bâtiment voyageurs indiquent « Saint-Victor-L'Abbaye » (voir photo).

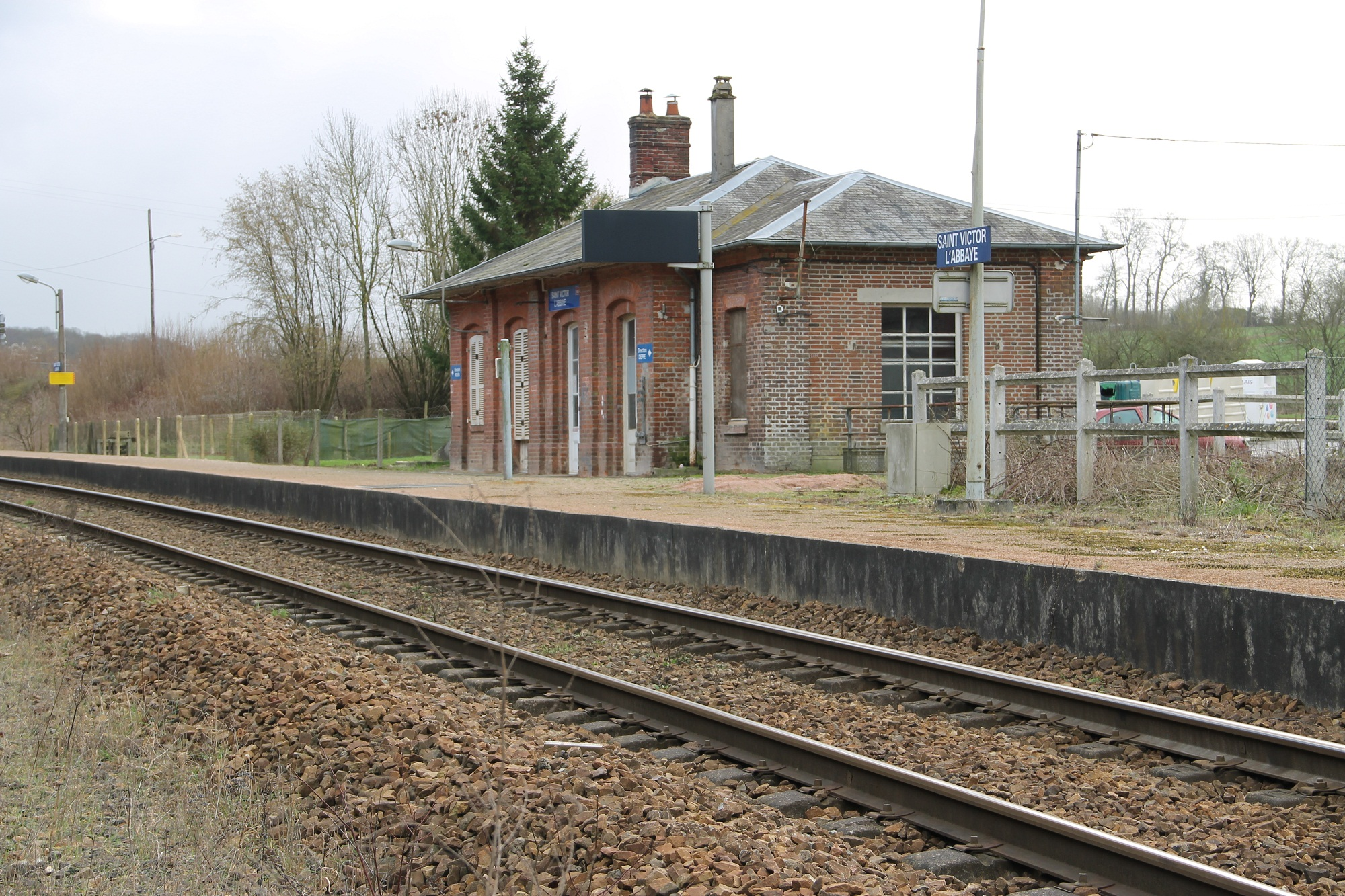
Vue en direction Rouen de la halte et de l'ancien bâtiment voyageurs.

## Service des voyageurs

### Accueil
Halte SNCF, c'est un point d'arrêt non géré (PANG) à accès libre.

### Desserte
Elle est desservie par les trains TER Normandie (ligne de Rouen-Rive-Droite à Dieppe).

### Intermodalité
Un parking pour les véhicules y est aménagé.